# Теннисный клуб Эйнсли
Теннисный клуб Эйнсли (англ. Ainslie Tennis Club) — один из первых теннисных клубов, основанных в городе Канберра, столице Австралии. В субботу, 21 апреля 1928 года, в 15:00 попечитель клуба полковник Гудвин официально открыл клуб, сделав первую подачу. Первые строительные работы были выполнены с помощью лопат, кирок и лошадей. Первое здание клуба было построено в 1930 году на южной стороне кортов. Нынешнее здание было открыто в 1955 году. Клуб расположен в парке Корробори в районе Эйнсли округа Северная Канберра.
Теннисный клуб Эйнсли является юридическим лицом, управление осуществляется Комитетом клуба. Все работы по содержанию и управлению клубом выполняются добровольцами из числа его членов. Клуб входит в федерацию Теннис АСТ, которая, в свою очередь является частью федерации Теннис Австралии.
В 1996 году клуб получил приз «Теннисный клуб года» в Австралийской столичной территории.
В 2000 году на двух кортах покрытие было сменено на искусственную траву. В 2002 году такое же покрытие получил и третий корт.
Теннисный клуб носит название района Канберры Эйнсли, в котором расположен. Район был назван в честь Джеймс Эйнсли, первого владельца располагавшегося здесь поместья Дантрун.